# Mirovo, Sofia
Mirovo (în bulgară Мирово) este un sat în comuna Ihtiman, regiunea Sofia,  Bulgaria. 

## Demografie
Componența etnică a satului Mirovo
     Bulgari (95,04%)
     Romi (2,47%)
     Nicio identificare (2,47%)
     Altele (0%)
La recensământul din 2011, populația satului Mirovo era de 202 locuitori. Din punct de vedere etnic, majoritatea locuitorilor (95,04%) erau bulgari, cu o minoritate de romi (2,47%). Pentru 2,47% din locuitori nu este cunoscută apartenența etnică.